# Calyptostomatidae
Calyptostomatidae är en familj av spindeldjur. Calyptostomatidae ingår i ordningen kvalster, klassen spindeldjur, fylumet leddjur och riket djur.